# XIII. Sándor moldvai fejedelem
Alexandru Callimachi (1737 – 1821. december 12.) Moldva fejedelme volt 1795. május 6. – 1799. március között.

## Életrajza
Apja Ioan Teodor Callimachi volt. A törökök nevezték ki az ország élére. Próbálta rendbetenni Moldva gazdasági életét. Az ő uralkodása idejéből származik az első pontos adat Moldva bevételeiről: 1796-ban ez 11 015 000 lejt jelentett. Hasonlóan elődei korához, a görög tisztségviselők ez idő alatt is visszaéléseket követtek el, amivel kivívták a helyi bojárok elégedetlenségét, főleg azokét, akiknek nem jutott államihivatal.
Uralkodása alatt a Porta követelései egyre emelkedtek. 1795-ben külön adót vetettek ki búzából, és azt kérték az uralkodótól, hogy építtessen raktárakat Benderben és Hotinban, és vigye oda az ország tartalékait. A Porta igényeinek kielégítésére az  uralkodó – a szokásokkal ellentétesen – a kolostori birtokokat is megadóztatta. Az országos elégedetlenség 1795 augusztusában tetőzött, amikor 100 magas rangú udvaronc Jászvásár, Várhely (Orhei) és Sarokvár (Soroca) vidékéről a fejedelmi udvarba vonult és az adók csökkentését kérték.  A nehéz gazdasági helyzet miatt több száz moldvai család a Dnyeszteren túlra települt át.

## Fordítás
- Ez a szócikk részben vagy egészben az Alexandru Callimachi című román Wikipédia-szócikk ezen változatának fordításán alapul.  Az eredeti cikk szerkesztőit annak laptörténete sorolja fel. Ez a jelzés csupán a megfogalmazás eredetét és a szerzői jogokat jelzi, nem szolgál a cikkben szereplő információk forrásmegjelöléseként.

| Előző uralkodó: Mihai Suțu | Moldva fejedelme 1795–1799 | Következő uralkodó: Constantin Ipsilanti |